# Förenade arabrepubliken i olympiska sommarspelen 1960
Förenade arabrepubliken deltog i olympiska sommarspelen 1960 som hölls i Rom, Italien. Förenade arabrepubliken var en union mellan Egypten och Syrien som varade mellan 1 februari 1958 och 5 oktober 1961. Förenade arabrepubliken deltog med 74 idrottare som samtliga var män och kom från Egypten.

## Medaljörer
| Medaljör | Namn                   | Sport     | Gren     |
| -------- | ---------------------- | --------- | -------- |
| Silver   | Osman El-Sayed         | Brottning | Flugvikt |
| Brons    | Abdel Moneim El-Guindi | Boxning   | Flugvikt |

## Trupp
- Boxning
  - Abdel Moneim El-Guindi
  - Moussa El-Gelidi
  - Sayed Mahmoud El-Nahas
  - Salah Shokweir
- Brottning
  - Osman El-Sayed
  - Ben Ali
  - Kamel Ali El-Sayed
  - Moustafa Hamil Mansour
- Friidrott
  - Mahmoud Atter Abdel Fattah
  - Moustafa Abdel Kader
- Fotboll
  - Raafat Attia
  - Ali Mohamed Badawi
  - Amin El-Esnawi
  - Rifaat El-Fanaguili
  - Mahmoud El-Gohary
  - Alaa Din El-Hamouly
  - Mohamed El-Sherbini
  - Adel Mohamed Hekal
  - Yaken Zaki Hussain
  - Fathi Ali Khorshid
  - Abdel Mohamed Noshi
  - Nabil Nosseir
  - Mohamed Samir Qotb
  - Ahmed Mohamed Reda
  - El-Sayed Mohamed Rifat
  - Abdou Selim
  - Mohamed Saleh Selim
- Fäktning
  - Ahmed Zein El-Abidin
  - Farid El-Ashmawi
  - Ahmed El-Hamy El-Husseini
  - Mohamed Gamil El-Kalyoubi
  - Sameh Abdel Rahman
  - Moustafa Soheim
- Gymnastik
  - Ismail Abdallah
  - Ahmed Issam Allam
  - Ahmed Dakkeli
  - Selim El-Sayed
  - Ahmed Goneim
  - Abdel Vares Sharraf
- Ridsport
  - Gamal El-Din Haress
  - Elwi Gazi
  - Mohamed Selim Zaki
- Rodd
  - Abdel Sattar Abdel Hadj
  - Abdel Abou-Shanab
  - Abdallah Gazi
  - Taha Hassouba
  - Saleh Ibrahim
  - Abbas Khamis
  - Ibrahim Mahmoud
  - Abdel Saad
  - Mohamed Abdel Sami
- Simhopp
  - Moustafa Hassan
  - Ahmed Moharran
  - Ali Mohamed Muheeb
- Skytte
  - Hussam El-Badrawi
  - Ali El-Kashef
  - Hassan Moaffi
- Tyngdlyftning
  - Hosni Mohamed Abbas
  - Mohamed Ali Abdel Kerim
  - Mohamed Amer El-Hanafi
  - Moustafa El-Shalakani
  - Abdel El-Khadr El-Sayed El-Touni
  - Mohamed Mahmoud Ibrahim
  - Fawzi Rasmy
- Vattenpolo
  - Mohamed Azmi
  - Moustafa Bakri
  - Moukhtar Hussain El-Gamal
  - Gamal El-Nazer
  - Dorri El-Said
  - Abdel Aziz El-Shafei
  - Mohamed Abdel Hafiz
  - Mohamed Abdel Aziz Khalifa
  - Amin Abdel Rahman
  - Ibrahim Abdel Rahman